# El Pocito, San Luis Potosí
El Pocito är en ort i Mexiko.   Den ligger i kommunen Venado och delstaten San Luis Potosí, i den centrala delen av landet, 400 km norr om huvudstaden Mexico City. El Pocito ligger 1 627 meter över havet och antalet invånare är 236.
Terrängen runt El Pocito är platt åt sydväst, men åt nordost är den kuperad. Runt El Pocito är det glesbefolkat, med 20 invånare per kvadratkilometer. Närmaste större samhälle är San José del Arbolito, 17,4 km söder om El Pocito. Omgivningarna runt El Pocito är i huvudsak ett öppet busklandskap.